# آرپلار (اکلاهما)
آرپلار(به انگلیسی: Arpelar) شهری در ایالت اکلاهما کشور ایالات متحده آمریکا است که جمعیت آن در سرشماری سال ۲۰۱۰ میلادی، ۲۷۲ نفر بوده‌است.